# میخال کرچماژ
میخال کرچماژ (چکی: Michal Krčmář؛ زادهٔ ۲۳ ژانویهٔ ۱۹۹۱) ورزشکار دوگانه اهل جمهوری چک بود.